# E49
La ruta europea E49 és una carretera que forma part de la Xarxa de carreteres europees. Comença a Magdeburg (Alemanya) i finalitza a Viena (Àustria). Té una longitud de 759 km. Té una orientació de nord a sud i passa per Alemanya, República Txeca i Àustria.